# Свети Илия (Голем Цалим)
Вижте пояснителната страница за други значения на Свети Илия.
„Свети Илия“ е възрожденска църква в светиврачкото село Голем Цалим, България, част от Неврокопската епархия на Българската православна църква. Обявена е за паметник на културата.

## Архитектура
Църквата е построена през 1865 година. В архитектурно отношение представлява двукорабен храм с трем от южната страна. В интериора работят майстори от Мелнишкото художествено средище около Лазар Аргиров. Стените са частично изписани. Таваните са дървени с апликации от розети и централен медальон. Колоните са декорирани. Иконостасът е рисуван и резбован с плитка резба по царските двери. Иконостасните икони са 24 и са създадени около 1883 година. Владишкият трон, проскинитарият и амвонът са резбовани.